# Лаєрлі (Джорджія)
Лаєрлі (англ. Lyerly) — місто (англ. town) в США, в окрузі Чаттуга штату Джорджія. Населення — 454 особи (2020).

## Географія
Лаєрлі розташоване за координатами 34°24′12″ пн. ш. 85°24′15″ зх. д. / 34.40333° пн. ш. 85.40417° зх. д. (34.403432, -85.404092).  За даними Бюро перепису населення США в 2010 році місто мало площу 1,95 км², уся площа — суходіл.

## Демографія
Згідно з переписом 2010 року, у місті мешкало 540 осіб у 201 домогосподарстві у складі 147 родин. Густота населення становила 277 осіб/км².  Було 229 помешкань (118/км²).
Расовий склад населення:
| - 96,9 % — білих - 1,1 % — азіатів - 0,9 % — чорних або афроамериканців |

До двох чи більше рас належало 0,9 %. Частка іспаномовних становила 0,7 % від усіх жителів.
За віковим діапазоном населення розподілялося таким чином: 27,0 % — особи молодші 18 років, 60,4 % — особи у віці 18—64 років, 12,6 % — особи у віці 65 років та старші. Медіана віку мешканця становила 36,9 року. На 100 осіб жіночої статі у місті припадало 98,5 чоловіків;  на 100 жінок у віці від 18 років та старших — 96,0 чоловіків також старших 18 років.
Середній дохід на одне домашнє господарство  становив 36 655 доларів США (медіана — 35 000), а середній дохід на одну сім'ю — 42 469 доларів (медіана — 38 092). За межею бідності перебувало 26,6 % осіб, у тому числі 28,3 % дітей у віці до 18 років та 23,1 % осіб у віці 65 років та старших.
Цивільне працевлаштоване населення становило 226 осіб. Основні галузі зайнятості: виробництво — 27,4 %, роздрібна торгівля — 23,0 %, науковці, спеціалісти, менеджери — 15,0 %, освіта, охорона здоров'я та соціальна допомога — 10,2 %.